# بومبو رادیو فیلیپین
بومبو رادیو فیلیپین (انگلیسی: Bombo Radyo Philippines) شرکت رسانه‌ای فیلیپینی است، که در سال ۱۹۶۶ تأسیس شد.